# انسيابية جنسية
الانسيابية الجنسية أو المرونة الجنسية أو الميوعة الجنسية (بالإنجليزية: Sexual fluidity)‏ هو تغيير أو عدة تغيرات تطرأ على الجنسانية أو الهوية الجنسية للشخص (ما يُطلق عليه أحيانًا هوية التوجه الجنسي للشخص). إن التوجه الجنسي أمر ثابت، ومن غير المحتمل أن يطرأ عليه تغييرات عند الغالبية العظمى من الأشخاص، لكن بعض الأبحاث تُشير إلى أن بعض الأشخاص ربما يحدث لهم تغيّر في توجهاتهم الجنسية، ويكون ذلك أعلى احتمالًا عند النساء أكثر منه من عند الرجال. لا يوجد دليل علمي على أن العلاج النفسي يمكنه تغيير التوجه الجنسي. يمكن للهوية الجنسية أن تتغير طيلة حياة الإنسان، وقد تكون موائمة أو غير موائمة للجنس البيولوجي أو السلوك الجنسي أو التوجه الجنسي الفعلي.
هنالك إجماع علمي على أن التوجه الجنسي ليس أمرًا اختياريًّا. لا يوجد توافق في الآراء بشأن السبب الدقيق الذي يؤدي لتطور التوجه الجنسي للأشخاص. فُحِصت بهذا الصدد التأثيرات الوراثية، والهرمونية، والاجتماعية، والثقافية. يعتقد العلماء أن السبب وراء تطور التوجه الجنسي هو تفاعل معقد بين التأثيرات الوراثية، والهرمونية، والبيئية. لم تحظ نظرية واحدة بشأن أسباب التوجه الجنسي بتأييد واسع النطاق حتى الآن، ولكن على الرغم من ذلك، يرجح العلماء النظريات القائمة على أساس بيولوجي. أظهرت الأبحاث التي أُجريت على مدى عدة عقود أن التوجه الجنسي للفرد يتراوح بين خط متصل بين الانجذاب للجنس المغاير فقط والانجذاب إلى نفس الجنس فقط.
أفادت دراسة واسعة النطاق وطويلة المدى أجراها كل من: سافن-ويليامز، وجوينر، وريجر عام 2012 بأنه على مدى فترة ست سنوات كان استقرار هوية التوجه الجنسية أكثر شيوعًا من تغيرها، وكان الرجال المثليون جنسيًا أكثر استقرارًا من نظرائهم من المغايرين جنسيًا. في حين أن الاستقرار قد يكون أكثر شيوعًا من التغيير، فإن هوية التوجه الجنسية تتغير، وتشير الغالبية العظمى من الأبحاث إلى أن الجنسانية الأنثوية أكثر انسيابيةً من الجنسانية الذكرية. يمكن أن يعزى ذلك إلى المرونة الإيروتيكية -حدوث استثارة للشهوة الجنسية- العالية لدى الإناث، أو إلى عوامل ثقافية-اجتماعية تجعل المرأة أكثر انفتاحًا على التغيير. نظرًا للاختلافات الجندرية في استقرار هوية التوجه الجنسي، لا يُتعامَل مع الجنسانية الذكرية والأنثوية على أنها تعمل بنفس الآليات. يواصل الباحثون تحليل الانسيابية الجنسية لتحديد علاقتها على نحو أفضل بالمجموعات الفرعية للتوجه الجنسي (أي: مزدوجي التوجه الجنسي، ومثليات الجنس، ومثليي الجنس، إلخ..)
يُعزى استخدام مصطلح الانسيابية الجنسية لأول مرة إلى الكاتبة ليزا إم دايموند، التي استخدمته بالأكثر فيما يتعلق بالجنسانية الأنثوية.

## خلفية
كثيرًا ما لا يُفرَّق بين التوجه الجنسي والهوية الجنسية، والذي يمكن أن يؤثر على تقييم هوية الشخص الجنسية بدقة، وما إذا كان التوجه الجنسي قابلًا للتغير أم لا. يمكن أن تتغير هوية التوجه الجنسي طيلة حياة الفرد، وقد تكون موائمة أو غير موائمة للجنس البيولوجي أو السلوك الجنسي أو التوجه الجنسي الفعلي للفرد. بينما يذكر كلًا من: مركز الإدمان والصحة العقلي بكندا، والجمعية الأمريكية للأطباء النفسيين أن التوجه الجنسي أمر فطري أو دائم أو ثابت طوال حياة بعض الأشخاص، فإنه ينساب أو يتغير بمرور الوقت في حياة البعض الآخر. تميز جمعية علم النفس الأمريكية بين الميل الجنسي (الانجذابية الفطرية) وهوية الميل الجنسي (التي قد تتغير في أي مرحلة من حياة الشخص). لا يعتقد العلماء والمتخصصون في الصحة العقلية أن التوجه الجنسي أمر اختياري.
تقول جمعية علم النفس الأمريكية أن: «التوجه الجنسي ليس خيارًا يمكن تغييره حسب الرغبة، وهذا التوجه الجنسي هو -على الأرجح- نتيجة تفاعل معقد بين عوامل بيئية وإدراكية وبيولوجية بالتبادل... يتشكل في سن مبكرة… (وتشير الأدلة إلى) أن العوامل البيولوجية -بما في ذلك العوامل الهرمونية أو الوراثية أو الفطرية- تلعب دورًا مهمًا في جنسانية الفرد». يقولون أن «هوية التوجه الجنسي -وليس التوجه الجنسي- يتغير على ما يبدو من خلال العلاج النفسي، ومجموعات الدعم النفسي، وما يحدث في الحياة من أحداث». تقول الجمعية الأمريكية للأطباء النفسيين إنه: «ربما يدرك الأفراد في مراحل مختلفة من حياتهم أنهم مغايرو الجنس أو مثليو الجنس أو مزدوجو التوجه الجنسي» و«تعارض أي علاج نفسي -مثل: علاج «الإصلاح» أو «علاج التحويل»- الذي يفترض في أساسه أن المثلية الجنسية اضطراب عقلي بحد ذاتها، أووجود افتراض مسبق بأن المريض يجب أن يغير من توجهه الجنسي المثلي». لكنهم يشجعون العلاج النفسي الداعم للمثليين.
في كتابها «الانسيابية الجنسية: فهم الحب والرغبة عند المرأة» -الذي نال عام 2009 جائزة الكتاب المتميز التي يقدمها القسم رقم أربعة وأربعون في جمعية علم النفس الأمريكية- تحدثت دايموند عن الجنسانية الأنثوية؛ محاولةً تجاوز لغة «الأطوار» و«الإنكار»، وقائلةً أن المسميات التقليدية للرغبة الجنسية قاصرة. تابعت دايموند دراستها على نحو مئة امرأة من غير المغايرات جنسيًا على مدى فترة عشر سنوات، ووجدت أن مصطلح مزدوجات التوجه الجنسي لم يعبر بشكل واقعي عن الطبيعة المتنوعة لجنسانيتهن. تدعو دايموند «إلى فهم موسع للجنسانية المثلية».
ذكرت دايموند -عند استعراض الأبحاث المتعلقة بالهوية الجنسية للمثليات ومزدوجات التوجه الجنسي- أن الدراسات توصلت إلى أن: «التغير والانسيابية في الجنسانية المثلية تتعارض مع النماذج التقليدية للتوجه الجنسي التي تعتبره طبيعة ثابتة منتظمة مكتسبة في طور مبكر». أشارت إلى أن التوجه الجنسي ظاهرة مرتبطة أكثر بالجنسانية الأنثوية غير المغايرة جنسيًا، قائلةً: «في حين أن التوجه الجنسي لدى الرجال يبدو وكأنه «بوصلة» جنسية مستقرة، توجه الإثارة والدوافع الجنسيتين نحو أحد الجنسين، لا يبدو أن التوجه الجنسي لدى النساء يعمل بهذه الطريقة... ونتيجةً لهذه الظواهر، تختلف الجنسانية لدى النساء المثليات عن الجنسانية لدى الرجال المثليين في كل مرحلة من مراحل الحياة».

## علم الأحياء والاستقرار
نادرًا ما ينجح العلاج التحويلي (محاولات تغيير التوجه الجنسي). وتورد إلين ماتشيو - خلال استعراضها عام 2011 لمحاولات العلاج التي تهدف لتغيير التوجه الجنسي- دراستين تدّعيان أنهما نجحا في تحويل المثليين والمثليات جنسيًا إلى مغايرين ومغايرات جنسيًا، وأربع دراسات تثبت عكس ذلك. سعت ماتشيو إلى حسم النقاش الدائر عن طريق دراسة عينة من المتطوعين لم يُختيروا من جهات دينية. تكونت الدراسة من سبعة وثلاثين مشاركًا سبق لهم الخضوع للعلاج التحويلي (اثنان وستون فاصل اثنين بالمئة منهم من الذكور) من خلفيات ثقافية ودينية مختلفة، عُرف عنهم سواء حاليًا أو سابقًا بأنهم مثليو الجنس أو مزدوجو التوجه الجنسي. أشارت النتائج إلى عدم وجود تحولات ذات دلالة إحصائية تُذكر في التوجه الجنسي من مرحلة ما قبل العلاج إلى مرحلة ما بعد العلاج. وفي جلسات المتابعة، لم تدم التغييرات القليلة في التوجه الجنسي التي حدثت بعد العلاج. تدعم هذه الدراسة الأصل البيولوجي للتوجه الجنسي، لكن ضخامة أعداد المتطوعين الذكور في العينة التي أُجريت عليها الدراسة تجعل نتائج الدراسة مرتبكة للغاية.
يتمثل مزيد من الدعم للأصل البيولوجي للتوجه الجنسي في أن السلوك الجندري غير النمطي في مرحلة الطفولة -مثل صبي صغير يلعب بالدمى- يبدو أنه يتوقع المثلية الجنسية في مرحلة البلوغ.